# Селенид натрия
Селенид натрия — бинарное неорганическое соединение щелочного металла натрия и селена с формулой Na2Se, белые расплывающиеся кристаллы, растворимые в холодной воде, разлагаются с горячей, образуют кристаллогидраты.

## Получение
- Реакция натрия и селена в жидком аммиаке:

{\displaystyle {\mathsf {2Na+Se\ {\xrightarrow {-40^{o}C}}\ Na_{2}Se}}}
- Пропуская селеноводород через концентрированный раствор гидроокиси натрия:

{\displaystyle {\mathsf {2NaOH+H_{2}Se\ {\xrightarrow {}}\ Na_{2}Se+2H_{2}O}}}
- Реакция газообразного селеноводорода с металлическим натрием:

{\displaystyle {\mathsf {2Na+H_{2}Se\ {\xrightarrow {100^{o}C}}\ Na_{2}Se+H_{2}}}}
- Разложение селенита натрия:

{\displaystyle {\mathsf {2Na_{2}SeO_{3}\ {\xrightarrow {710^{o}C}}\ 2Na_{2}Se+3O_{2}}}}
- Восстановление селенита натрия:

{\displaystyle {\mathsf {Na_{2}SeO_{3}+3H_{2}\ {\xrightarrow {550-650^{o}C}}\ Na_{2}Se+3H_{2}O}}}

## Физические свойства
Селенид натрия образует белые кристаллы кубической сингонии, пространственная группа F m3m, параметры ячейки a = 0,6832 нм, Z = 4.
Образует кристаллогидраты состава Na2Se•n H2O, где n = 4, 5, 9, 10 и 16.

## Химические свойства
- Разлагается горячей водой, образуя смесь продуктов:

{\displaystyle {\mathsf {Na_{2}Se+3H_{2}O\ {\xrightarrow {100^{o}C}}\ Na_{2}Se_{n},Se,NaOH,H_{2}}}}
- Реагирует с кислотами:

{\displaystyle {\mathsf {Na_{2}Se+2HCl\ {\xrightarrow {}}\ 2NaCl+H_{2}Se\uparrow }}}
- Окисляется концентрированной азотной кислотой:

{\displaystyle {\mathsf {Na_{2}Se+8HNO_{3}\ {\xrightarrow {}}\ Na_{2}SeO_{4}+8NO_{2}\uparrow +4H_{2}O}}}
- Растворяет селен:

{\displaystyle {\mathsf {Na_{2}Se+(n-1)Se\ {\xrightarrow {100^{o}C}}\ Na_{2}Se_{n}}}}
- С концентрированным раствором селеноводорода образует гидроселенид натрия:

{\displaystyle {\mathsf {Na_{2}Se+H_{2}Se\ {\xrightarrow {}}\ 2NaHSe}}}
- Во влажном состоянии легко окисляется кислородом воздуха:

{\displaystyle {\mathsf {2Na_{2}Se+O_{2}+2H_{2}O\ {\xrightarrow {}}\ 4NaOH+2Se}}}